# J. Alexander Baumann

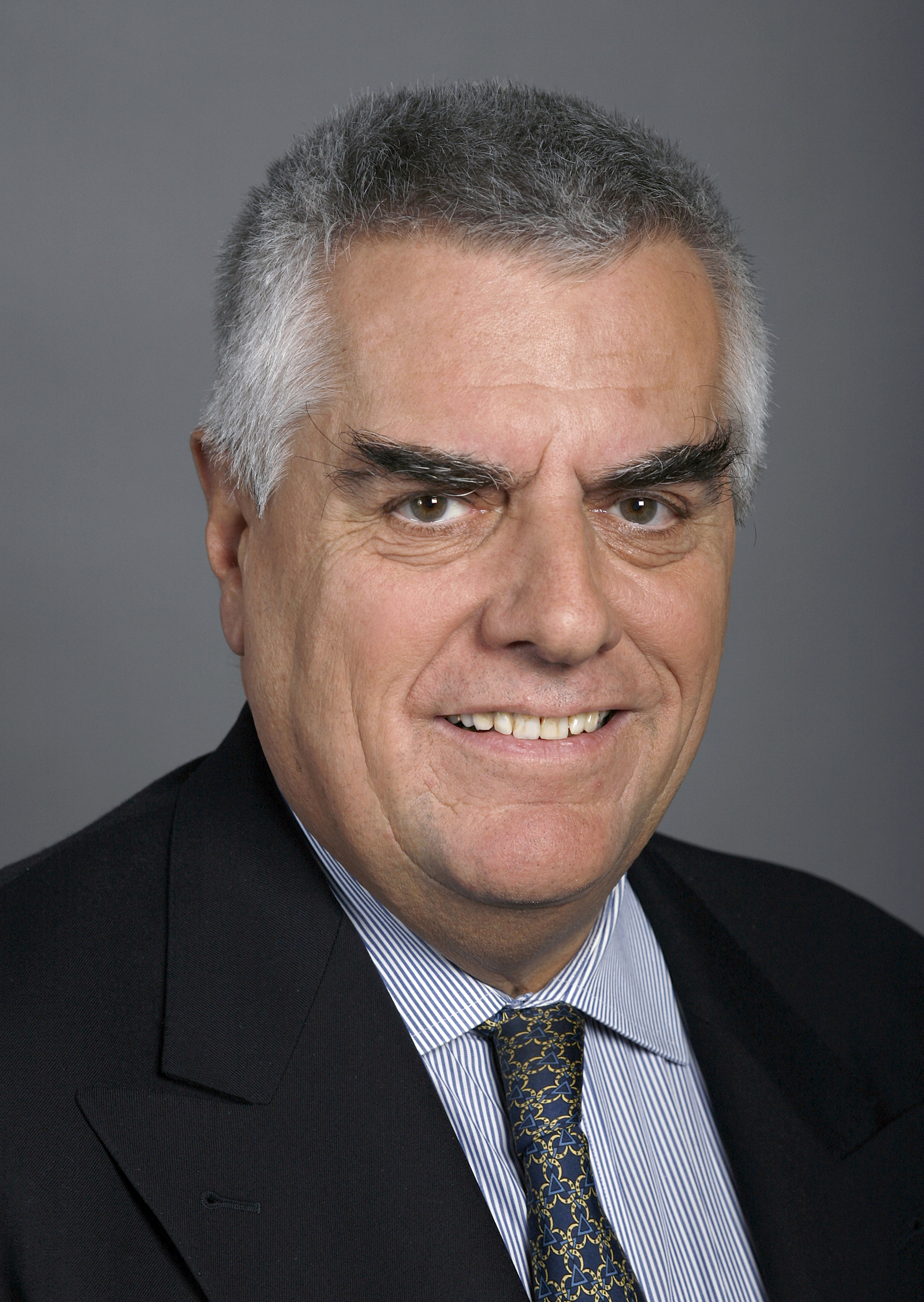
J. Alexander Baumann (2007)

J. Alexander Baumann (* 10. Dezember 1942 in Zürich; † 2. Februar 2022 in Davos) war ein Schweizer Politiker  (SVP) aus dem Kanton Thurgau. Von 1995 bis 2011 gehörte er dem Nationalrat an.
Baumann war selbständiger Rechtsanwalt (Dr. iur.) in seinem Wohnort Kreuzlingen. Sein Anwaltspatent erhielt er 1973.
Mit seiner Wahl in den Grossen Rat des Kantons Thurgau im Jahre 1988 stieg Baumann in die Politik ein. Diesem gehörte er bis 1995 an, als das Thurgauer Stimmvolk ihn bei den Parlamentswahlen 1995 in den Nationalrat wählte. In den Jahren 1999, 2003 und 2007 wurde er im Amt bestätigt. 2011 trat er als Nationalrat zurück.
Baumann politisierte am rechten Rand der SVP-Fraktion, setzte sich für eine Verschärfung des Asyl- und Einbürgerungsrechts ein und nahm in seinen Vorstössen immer wieder die Bundesanwaltschaft ins Visier.
Am 2. Februar 2022 starb Baumann im Alter von 79 Jahren an einem Herzinfarkt in Davos.